# Walenty Majdański
Walenty Majdański (ur. 14 lutego 1899 w Strzałkowie, zm. 10 grudnia 1972 w Warszawie) – polski pedagog, prekursor ochrony życia poczętego w Polsce, przywódca Ligi Narodowo-Demokratycznej, bioetyk, demograf, pisarz i publicysta. Ojciec Stanisława Majdańskiego.

## Życiorys
Pochodził z wielodzietnej rodziny, był synem Józefa i Rozalii z d. Mielczarek. Jego bratem był abp Kazimierz Majdański. Po ukończeniu gimnazjum w Kaliszu w wieku 16 lat podjął pierwszą pracę jako nauczyciel w szkole w Strzałkowie. Eksternistycznie ukończył Państwowy Wyższy Kurs Nauczycielski. W 1919 w „Gazecie Kaliskiej” ukazała się jego pierwsza publikacja O polską szkołę na wsi. Kwalifikacje uzupełniał w Instytucie Pedagogicznym w Katowicach i na Uniwersytecie Warszawskim. Był działaczem organizacji Siew i harcerstwa (jako instruktor kulturalno-oświatowy i sportowy). Działał na rzecz podnoszenia świadomości społecznej i narodowej, był propagatorem samokształcenia, abstynencji, zakazu aborcji; w swojej działalności promował model rodziny wielodzietnej.
Pisał dramaty, które sam reżyserował, opublikował w tym czasie także powieść Miazga (1933). Działalność społeczna, jaką prowadził, sprowadziła na niego represje i przeniesienie na Polesie (1933). W 1934 roku zawarł związek małżeński z Reginą Nitą (1915-1998). Po roku małżeństwa wyjechał wraz z żoną do Włocławka, gdzie pełnił funkcję sekretarza generalnego Katolickiego Stowarzyszenia Młodzieży Wiejskiej (1935), następnie do Piastowa, a na koniec do Warszawy, gdzie uczył w Gimnazjum im. św. Stanisława Kostki. Miał czworo dzieci: synów Stanisława, Jana i Władysława i córkę Elżbietę. Przed wybuchem wojny wywiózł rodzinę na Polesie. Agresja ZSRR na Polskę 1939 doprowadziła do rozłąki i zesłania rodziny (10 lutego 1940 roku) do obwodu archangielskiego, czego konsekwencją stała się śmierć córki i teściów. Regina Majdańska powróciła do Polski z zesłania w 1955.
W czasie II wojny światowej Walenty Majdański brał udział w oporze cywilnym i tajnym nauczaniu, a po powstaniu warszawskim był więziony w obozie w Pruszkowie.
Po zakończeniu okupacji prowadził wykłady z socjologii rodziny w seminarium Paulinów i Instytucie Katolickim w Częstochowie, a w ramach duszpasterstwa Kościoła katolickiego prowadził odczyty propagujące „bios” i „ethos” rodziny polskiej.
Władze PRL zastraszały go, próbowały ośmieszać i zmarginalizować jego działalność, a zapisem cenzorskim (na publikowanie prac) zminimalizowały dostęp do jego dorobku naukowego. Został też brutalnie pobity przez umundurowanych młodych ludzi co wpłynęło na jego stan zdrowia.

## Działalność
Był działaczem przedwojennej Narodowej Demokracji. W jego warszawskim domu spotykali się członkowie Akcji Katolickiej i Młodzieżowej AK, a także pisarze. Bywali u Majdańskiego m.in.: Stanisław Piasecki, Adolf Nowaczyński, Stanisław i Wanda Miłaszewscy, Zofia Kossak-Szczucka, Władysław Jan Grabski, Konstanty Ildefons Gałczyński, Jan Mosdorf i ks. Edward Szwejnic. Jego wystąpienia określane jako fanatyczno-klerykalne przyniosły mu pozycję Anty-Boya. Po wojnie wykładał socjologię rodziny w Instytucie Katolickim w Częstochowie (1945-46). Zakres jego pracy naukowej obejmował zagadnienia polityki demograficznej i bioetykę. Jego działalność doprowadziła do powstania w 1947 roku pierwszej w Polsce poradni małżeńsko-rodzinnej. Jego współpraca z Kościołem katolickim w ramach duszpasterstwa rodzin skoncentrowana była na problematyce populacyjnej. Współpracował m.in. z bp Stanisławem Adamskim, abp Walentym Dymkiem. Od 1958 roku był przywódcą jednej z pierwszych organizacji antyustrojowych w PRL – Ligi Narodowo-Demokratycznej o charakterze antykomunistycznym, narodowo-katolickim powstałej po rozwiązaniu Związku Młodych Demokratów (1957). Grupa składała się głównie ze studentów Wydziału Prawa Uniwersytetu Warszawskiego, a jej zebrania szkoleniowe, poświęcone historii i ideologii Narodowej Demokracji prowadzili także Wiesław Chrzanowski i Jan Piotr Bogdanowicz. Dzięki tajności przywództwa uniknął procesu, w którym za prowadzenie organizacji na dwa lata więzienia skazani zostali Józef Kossecki i Przemysław Górny (29 maja 1961), a na mniejsze kary zostali skazani: Janusz Krzyżewski (prawnik), Henryk Klata, Marian Barański i Zbigniew Kwiecień. Jan Bohdanowicz i Leon Mirecki zostali uniewinnieni. Po rozprawie w więzieniu pozostał tylko Józef Kossecki, pozostałych oskarżonych zwolniono. Kard. Karol Wojtyła pisał o nim w liście z 28 stycznia 1970 roku
„Walenty Majdański stawiał zawsze jasno z wielką odwagą najtrudniejsze problemy moralne naszego polskiego życia. Małżeństwo, rodzina, wychowanie, przyszłość narodu nie przestawały być głównymi tematami jego publikacji, które wprawdzie od dawna już nie mogą oglądać światła dziennego, lecz stale tworzą kapitał myśli i zaangażowania w najtrudniejsze sprawy naszego życia.”
 Rola W. Majdańskiego została ujawniona w czasie rozprawy rehabilitacyjnej członków LND 19 lutego 1992.
Zmarł w Warszawie i pochowany został na cmentarzu w Wawrze.

## Poglądy
Od 1937 roku prowadził kampanię antyaborcyjną, publikując artykuły w „Prosto z mostu” i „Rycerzu Niepokalanej”. W tym ostatnim współpracował ze św. Maksymilianem Marią Kolbe, podejmując kampanię na jego zamówienie, kontynuowaną po wojnie w publikacjach książkowych i czasopismach.
Występował przeciwko lewicowym nurtom w środowisku nauczycieli, co przed II wojną światową było powodem przenoszenia między placówkami szkolnymi i oceniane jako kontrowersyjne, a w PRL uniemożliwiło publikację napisanych prac (w 2008 roku zachowanych było około 100 nieopublikowanych rękopisów, w tym Pielęgnowanie śmiertelności opisujące praktyki zabijania noworodków).
Występował przeciwko postawom hedonistyczno-konsumpcyjnym, aborcji i antykoncepcji opowiadając się jednocześnie za autodyscypliną i ascezą. W swojej pracy koncentrował się na wpływie czynnika ludnościowego na losy państw i cywilizacji, stając w obronie rodziny i zakazu aborcji. Był autorem projektu ustawy o ochronie rodziny, macierzyństwa i dziecka poczętego, a jego działania dotyczyły zagadnień z pogranicza etyki, demografii, medycyny i pedagogiki. Propagował naturalne metody planowania rodziny i – wskazując na potrzebę pomocy przez Kościół Katolicki zagrożonej rodzinie  – był jednocześnie prekursorem parafialnego duszpasterstwa rodzin.
Jego poglądy oceniane jako ultraprawicowe znajdowały odzwierciedlenie m.in. w krytyce eugeniki.
Prorodzinne i antyaborcyjne stanowisko, jakie prezentował, poddane zostało w 1950 roku krytyce za bezkompromisowość, nierealność, brutalność i agresję, i oceniane jako absurdalne, przez Jerzego Turowicza na łamach „Tygodnika Powszechnego”.

## Książki i publikacje
- Co robi młody święty? (1927)
- Państwo rodziny (1935)
- Ekonomia ziemi (1936)
- Giganci (1937)
- Młodzi szaleńcy (1937)
- Co robi Młody Święty? (1939)
- Kołyski i potęga (1946)
- Rodzina wobec nadchodzącej epoki (1946)
- Polska kwitnąca dziećmi (1947)
- Lekarz dziecko, populacja (1948)
- Walenty Majdański: Planowanie zaludnienia = Self-control. Łomianki: Fundacja „Pomoc Rodzinie„, 2004. ISBN 83878231. Brak numerów stron w książce
- publikował w „Biuletynie Warszawskiego Związku Lekarzy”, „Gazecie Kaliskiej”, „Ziemi Sieradzkiej”, „Sodalis Marianus”, „Wierze i Życiu”, „Prosto z mostu”, „Rycerzu Niepokalanej” (ok. 90 art.), „Myśli Narodowej”, „Homo Dei”, „Ateneum Kapłańskim”, „Gościu Niedzielnym”, „Głosie Katolickim” i „Niedzieli”, „Słowie Powszechnym” (27 art.), „Dziś i Jutro” (20 art.), „Kółku Różańcowym” (60 art.), „Ładzie Bożym”, „Caritas”[2].

W rękopisach pozostają:
- Cywilizacja franciszkańska – poświęcona o. Maksymilianowi Kolbe
- Przewrót w małżeństwie
- Kultura planowania rodziny
- Obrona życia w parafii
- O równe prawa dla ludzkości prenatalnej
- Populacja, małżeństwo, postęp
- Materiały naukowe do teorii Ogino-Knausa[3][2]

## Znaczenie
W opinii bpa Wilhelma Pluty był inicjatorem powołania Komisji Duszpasterstwa Rodzin Episkopatu Polski. W związku z jego działalnością przeciwko wprowadzonej 27 kwietnia 1956 Ustawie o warunkach dopuszczalności przerywania ciąży) papież Paweł VI odznaczył go w 1969 roku medalem Bene merenti (wręczony w 1970). W 1970 roku z okazji 50-lecia jego pracy twórczej, w Niepokalanowie kard. Stefan Wyszyński nazwał go gigantem ducha. Jest autorem fundamentalnej, dla sformułowania współczesnej katolickiej bioetyki pracy O równe prawa dla ludzkości prenatalnej (przekazanej w 1971, we francuskim przekładzie papieżowi Pawłowi VI). Ruch Obrony Życia „Donum Vitae” nazwany został imieniem Walentego Majdańskiego.